# Digital Mobile Radio

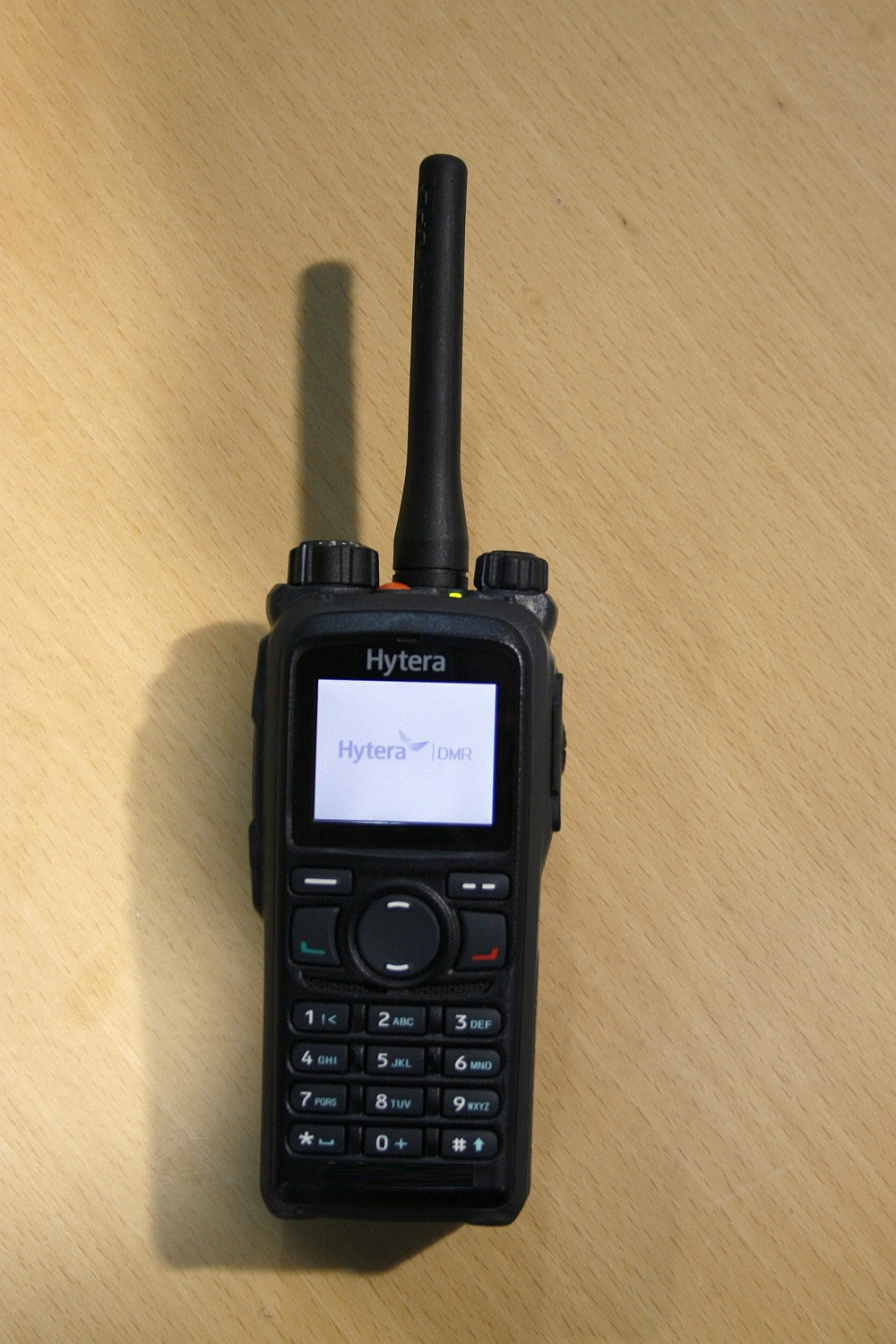
Radio portable pour DMR Tier III, type Hytera PD785

 (juillet 2018).
Si vous disposez d'ouvrages ou d'articles de référence ou si vous connaissez des sites web de qualité traitant du thème abordé ici, merci de compléter l'article en donnant les références utiles à sa vérifiabilité et en les liant à la section « Notes et références ».
Pour les articles homonymes, voir DMR.
Digital Mobile Radio (DMR) est une norme de radio numérique mobile ouverte définie dans l'European Telecommunications Standards Institute (ETSI) standard TS 102 361 partie 1 à 4 et utilisée dans des produits commerciaux à travers le monde. C'est une modernisation des PMR analogiques.

## Spécification
DMR a été conçu avec trois niveaux :
- Le niveau 1 est destiné à une utilisation sans licence dans la bande de fréquences 446 MHz. Le niveau 1 supporte les produits de consommation et les applications commerciales à faible puissance, ne nécessitant pas plus de 0,5 Watt. Offrant un nombre limité de canaux, aucun relais ni interconnexion téléphonique, et des antennes fixes/intégrées, les appareils DMR de niveau 1 répondent parfaitement aux besoins individuels, aux loisirs, aux petites activités commerciales, et aux situations ne nécessitant pas une couverture étendue ou des fonctions avancées.
- Le niveau 2 couvre les systèmes radio conventionnels sous licence, les appareils mobiles et portables utilisant les bandes de fréquences PMR de 66 à 960 MHz. La norme ETSI DMR niveau 2 est destinée aux utilisateurs qui ont besoin d’une meilleure efficacité spectrale, de fonctions de phonie avancées et de services de données IP intégrés sur des bandes sous licence supportant des communications à haute puissance. La norme ETSI DMR niveau 2 définit l’application de la technologie TDMA à deux intervalles de temps sur les canaux 12,5 kHz. Les produits DMR niveau 2 sont actuellement disponibles dans le commerce.
- Le niveau 3 couvre les opérations sur ressources partagées dans les bandes de fréquences 66 à 960 MHz. Le niveau 3 définit l’application de la technologie TDMA à deux intervalles de temps sur les canaux 12,5 kHz. Le niveau 3 supporte la gestion des messages courts et la phonie d’une manière similaire à la norme MPT-1327, avec une messagerie d’état à 128 caractères et des messages courts intégrant jusqu’à 288 bits de données dans divers formats. Elle supporte le service de données par paquet dans divers formats, incluant IPv4 et IPv6.

Le principal objectif de la norme est de spécifier un système numérique avec une faible complexité, à faible coût et l'interopérabilité entre les marques, donc les acheteurs de communication radio ne sont pas enfermés dans une solution propriétaire. Dans la pratique, de nombreuses marques n'ont pas adhéré à cette norme ouverte et ont introduit des fonctionnalités propriétaires qui font leurs offres de produits non-interopérable (Motorola MOTOTRBO, Hytera…).
Elle intègre en natif la technologie Internet qui devrait apporter des avantages majeurs :
- l'interconnexion des réseaux radios DMR à travers des passerelles (routeurs, Gateways) ;
- permet à des utilisateurs d'envoyer des messages sur le réseau DMR depuis internet.

Ce type de technologie est adapté à une utilisation en sécurité civile et équipe de nombreuses associations comme les associations départementales de protection civile (ADPC) et les associations départementales des radioamateurs au service de la sécurité civile (ADRASEC).